# ФТ (фотоаппарат)

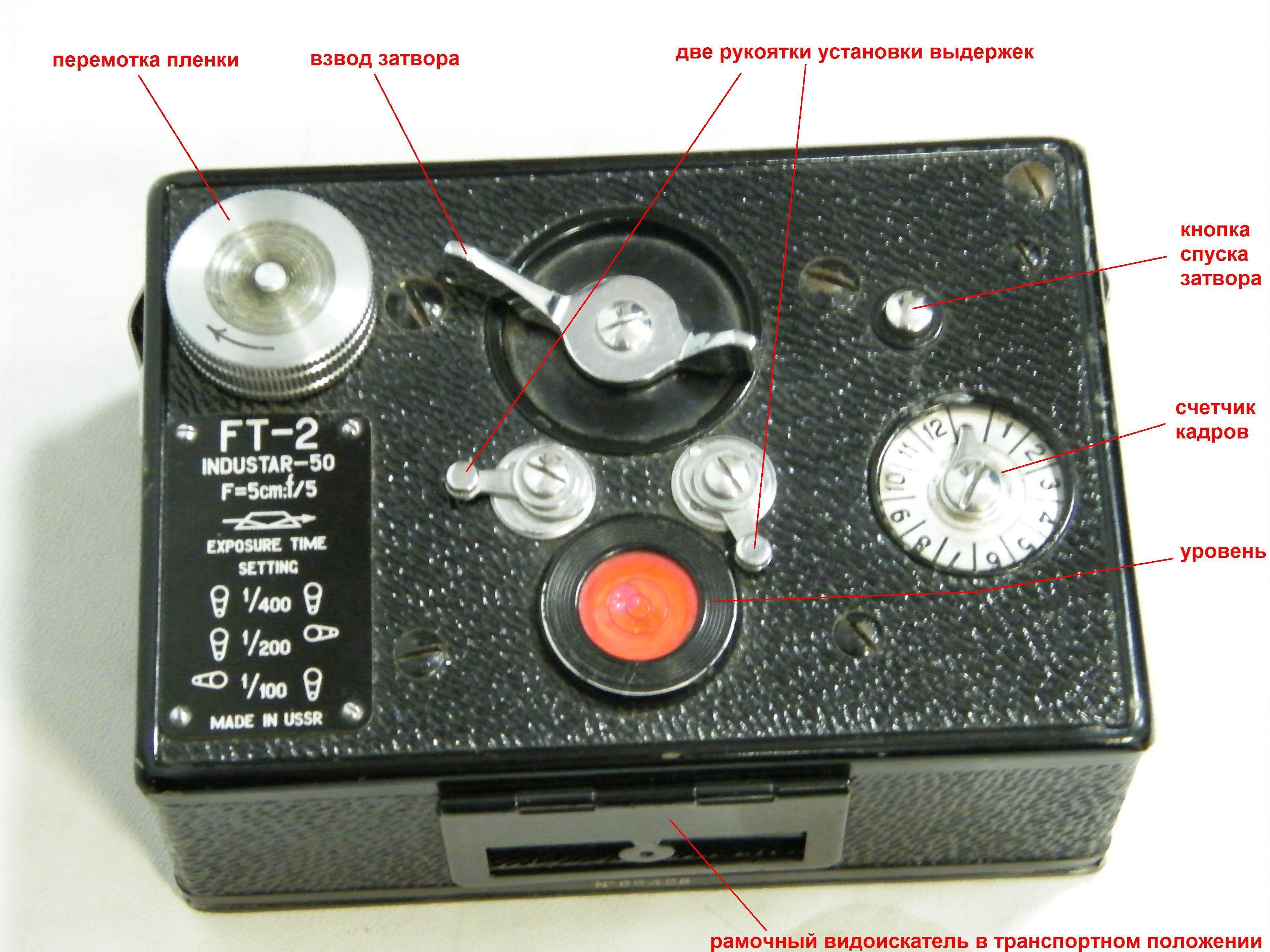
Органы управления

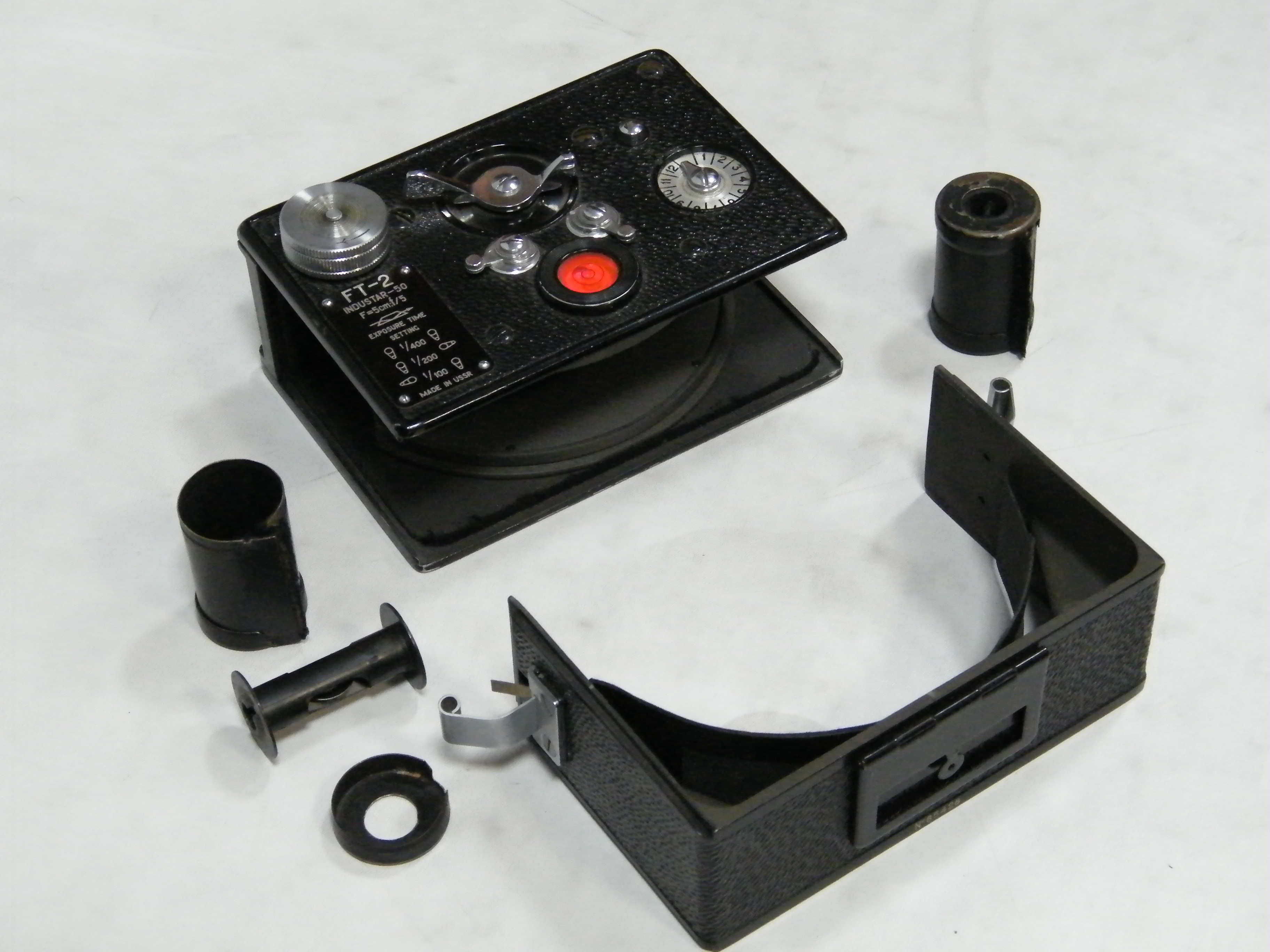
Задняя крышка снята

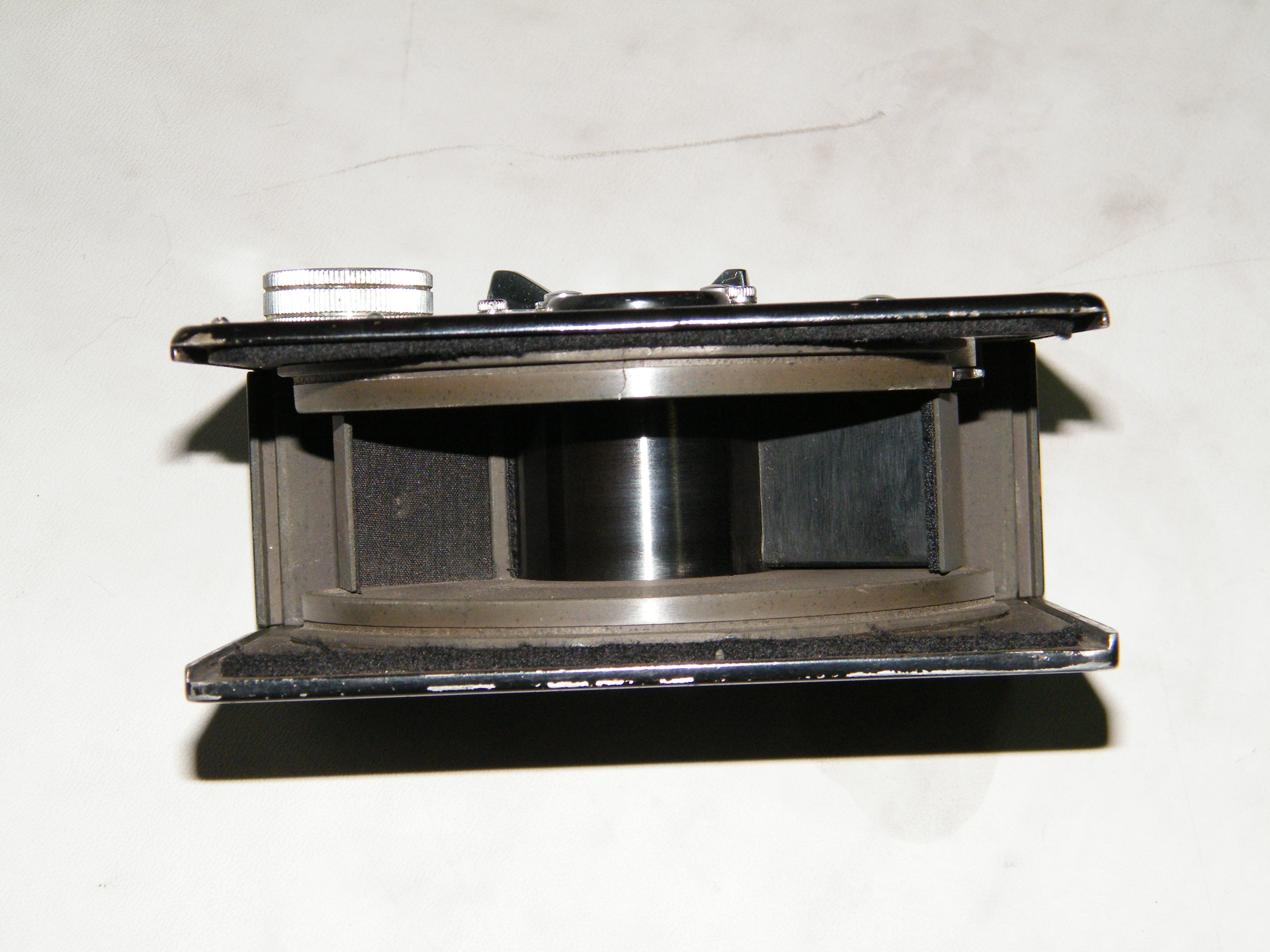
Фильмовый канал

ФТ-2 — советский панорамный фотоаппарат, производившийся Красногорским механическим заводом в 1958—1965 годах. 

Всего выпущено 16 662 штук.
На КМЗ также выпускались очень малыми сериями панорамные фотоаппараты «ФТ-1» и «ФТ-3».
Экспортировался под марками «Spiratone», «Panorama», «Spaceview».
Конструктором прототипа панорамного фотоаппарата «ФТ» (Фотоаппарат Токарева) является советский конструктор стрелкового оружия Ф. В. Токарев.

## Технические характеристики
- Тип применяемого фотоматериала — перфорированная фотокиноплёнка шириной 35 мм (фотоплёнка типа 135) в специальных кассетах. Вместо приёмной катушки устанавливается вторая кассета. Обратная перемотка плёнки невозможна.[2] Взвод затвора и перемотка плёнки — раздельные.
- Размер кадра — 24×110 мм. На фотоплёнке типа 135-36 возможно получение 12 кадров.[3]
- Тип затвора — механический, с выдержками 1/100, 1/200 и 1/400 с. Регулировка выдержек производится изменением скорости вращения барабана, для чего фотоаппарат снабжён двумя установочными рукоятками и специальной таблицей, показывающей необходимое положение рукояток для получения той или иной выдержки.

В книге С. В. Кулагина «Фотография и фотоаппаратура» имеется описание затвора и принципа работы.

Объектив фотоаппарата «Индустар-50» жёстко закреплён внутри барабана, поворачивающегося при съёмке на угол в 120° от пружинного двигателя. Экспонирование изображения осуществляется через щель, образуемую отверстием в диафрагме и вырезом в корпусе барабана. Плёнка шириной 35 мм и длиной 1,65 м заряжается в подающую кассету, из которой она вытягивается мерным валиком и после экспонирования перематывается в приёмную кассету. При экспонировании плёнка располагается вдоль дугообразной направляющей, укреплённой на отъёмной задней стенке. Для ограничения светового пучка, поступающего к плёнке, служит раструб.

Взвод пружины осуществляется поворотом барабана с помощью специального рычага в сторону спусковой кнопки до срабатывания защёлки. Во время взвода пружины диафрагма перекрывает вырез в корпусе барабана, благодаря чему не происходит засветки плёнки. После нажатия на спусковую кнопку сначала диафрагма открывает щель против объектива, а затем барабан с объективом поворачиваются на 120°, в результате чего осуществляется экспонирование изображения.

- Объектив — «Индустар-50» 3,5/50, несьёмный. Значение диафрагмы объектива — f/5 и не может быть изменено. Объектив установлен на гиперфокальное расстояние.
- Видоискатель — откидная рамка.
- Резьба штативного гнезда — 3/8". Фотоаппарат снабжен жидкостным уровнем для правильной (строго горизонтальной) установки на штативе.
- Задняя стенка — полностью съёмная, с двумя замками.